# (35949) 1999 KQ10
1999 KQ10 (asteroide 35949) é um asteroide da cintura principal. Possui uma excentricidade de 0.18162050 e uma inclinação de 1.72696º.
Este asteroide foi descoberto no dia 18 de maio de 1999 por LINEAR em Socorro.